# Gercourt-et-Drillancourt
Gercourt-et-Drillancourt é uma comuna francesa na região administrativa de Grande Leste, no departamento de Meuse. Estende-se por uma área de 13,6 km². Em 2010 a comuna tinha 106 habitantes (densidade: 7,8 hab./km²).